# 何天兒
何天兒（Lily Ho Tin Yee，1988年9月27日—），原名何傲兒，香港女藝人，籍貫廣東肇慶，曾就讀香港大學專業進修學院副學士，前亞洲電視及無綫電視藝員，曾參選2007年香港小姐競選，並獲得「旅遊大使獎」。

## 簡介
何傲兒於2007年參加該年度《香港小姐競選》，在參選時因樣貌與藝人黎姿相似而開始爲人熟悉，在參選後入讀第22期無綫電視藝員訓練班，現為風尚國際有限公司旗下藝員。其姊何傲芝为前無綫電視合約藝員。
何傲兒於2008年在處境劇《畢打自己人》飾演千金小姐葉志如一角而為人熟悉，但未能一躍上位，2011年在另一處境劇《誰家灶頭無煙火》飾演全定琪一角重新獲得認同。
2014年夏天，盛傳富商林建名是她「契爺」，並一度傳出爺孫戀的緋聞。翌年在新浪微博宣布已约满无线，《波士早晨》是她在无线最后一部剧集，及後主力在中國內地工作。
2019年4月23日在Instagram宣佈改名為「何天兒」。

## 演出作品

### 電視劇（無綫電視）
| 首播       | 劇名               | 角色                    |
| 無綫電視   |                    |                         |
| 2008年     | 同事三分親         | Hidy（第300集）         |
| 2008年     | 畢打自己人         | 葉志如（Suki）          |
| 2008年     | Click入黃金屋      | 方心美（Sammi）         |
| 2009年     | 古靈精探B          | 李倩雯（雯女）          |
| 2009年     | 宮心計             | 紫蘭                    |
| 2010年     | 老公萬歲           | 模特兒                  |
| 2010年     | 飛女正傳           | Apple                   |
| 2010年     | 女人最痛           | Amy                     |
| 2010年     | 天天天晴           | 琪琪                    |
| 2011年     | Only You 只有您    | 珮珮                    |
| 2011年     | 花花世界花家姐     | 池晞（Kim Kim）         |
| 2011年     | 誰家灶頭無煙火     | 全定琪（高定琪）        |
| 2011年     | 紫禁驚雷           | 岑翠玉                  |
| 2011年     | 不速之約           | 海報模特兒              |
| 2011年     | 法證先鋒III        | 梁美娜（Baby）          |
| 2011年     | 天與地             | 有錢女友                |
| 2012年     | 當旺爸爸           | Susan                   |
| 2012年     | 心戰               | 靳芷縈（Tansy）         |
| 2012年     | 回到三國           | 糜玉（第8-9集）         |
| 2012年     | 雷霆掃毒           | 李海瑩（Esther）        |
| 2012年     | 幸福摩天輪         | 林亦謙（Hailey）        |
| 2013年     | 情越海岸線         | 方月梅                  |
| 2013年     | 熟男有惑           | Maggie                  |
| 2013年     | 神鎗狙擊           | 陳慕芝                  |
| 2014年     | 愛·回家 (第一輯)   | Apple（第584集）        |
| 2015年     | 衝線               | 唐嘉嘉                  |
| 2015年     | 陪著你走           | 莎利                    |
| 2016年     | 鐵馬戰車           | 靳大維                  |
| 2016年     | 流氓皇帝           | 小玉                    |
| 2016年     | 巾幗梟雄之諜血長天 | 梁小敏                  |
| 2018年     | 波士早晨           | 姚金鳳/姚洛施（整容前） |
| 中國大陸   |                    |                         |
| 2018年     | 歸去來             | 凱瑟琳                  |
| 2021年     | 甜蜜               | 秦妙雯                  |
| 衛視電影台 |                    |                         |
| 2019年     | 心冤               | Yoko                    |

### 主持節目
- 2006年：ATV電視節目《詩遊記》
- 2006年：ATV電視節目《新新清遠藏寶地》
- 2008年：TVB電視節目《開心迎戊子》
- 2010年：TVB電視節目《上海世博行》
- 2011年：TVB電視節目《世界遺產名錄 飛越丹霞》
- 2012年：TVB電視節目《勁食日本一》
- 2014年：駿馬喜躍花車匯演
- 2017年：奇妙電視電視節目《何家姊妹何家餐》

### 綜藝及其他節目
- 2009年：《鐵甲無敵獎門人》
- 2010年：《千奇百趣Summer Fun》
- 2010年：《逐格鬥》
- 2010年：《超級遊戲獎門人》
- 2011年：《姊妹淘 (電視節目)》
- 2012年：《姊妹淘 (電視節目)》
- 2012年：《千奇百趣高B班》
- 2012年：《五覺大戰》
- 2012年：《順峰順水》
- 2013年：《星夢傳奇》
- 2015年：《民峰而至》

### 電影
- 2016年 《刑警兄弟》
- 2016年 《迷離夜話》
- 2017年 《後青春之歌》(網絡電影)
- 2017年 《女士復仇》飾 michelle lee
- 2018年 《金雞大劫案》(網絡電影)

## 外部連結
- 何天兒的Facebook專頁
- 何天兒的Instagram帳戶
- 何天儿LILY的新浪微博
- 何傲兒Lily Ho - TVB藝人資料- tvb.com（页面存档备份，存于）
- 何天兒在互联网电影资料库（IMDb）上的資料（英文）（英文）
- 何天兒在香港影庫上的簡介
- 何天兒在豆瓣上的资料（简体中文）